# Schwarziana mourei
Schwarziana mourei är en biart som beskrevs av Melo 2003. Schwarziana mourei ingår i släktet Schwarziana och familjen långtungebin. Inga underarter finns listade i Catalogue of Life.